# Phalops plancus
Phalops plancus är en skalbaggsart som beskrevs av Wilhelm Ferdinand Erichson 1843. Phalops plancus ingår i släktet Phalops och familjen bladhorningar. Inga underarter finns listade i Catalogue of Life.